# ФК Илвес
ФК Илвес (на фински: Tampereen Ilves) е финландски футболен отбор от град Тампере. През сезон 2018 играе във висшата лига на Финландия – Вейкауслига. Играят домакинските си мачове на стадион Тамела, а европейските си мачове на стадион Ратина.
През 1974 година футболните отбори Илвес-Кисат Тампере и ТаПа Тампере се обединявят създавайки сегашният Илвес. През 1983 година отборът печели първата си и единствена титла от Вейкауслигата. Илвес печели и Купата на Финландия през 1979 и 1990 година.
В края на 90-те години на 20 век отборът изпада във финансова криза и се влива в Тампере Юнайтед преди сезона през 1999 година. Първоначалният план е отборът да се обедини с Тампере ПВ, но ТПВ решава да продължи да съществува самостоятелно. По този начин Тампере Юнайтед наследява отборът на Илвес и играе в топ дивизията на финландския футбол, а Илвес започва от долните дивизии.
Отборът постепенно се възстановява и се изкачва във втора лига през 2013 година, а впоследствие и във Вейкауслигата.

## Успехи
- Вейкауслига: (Висша лига)
  -  Шампион (1): 2016
  -  Второ място (2): 1985, 2024
  -  Трето място (2): 1984, 2017
- Купа на Финландия:
  -  Носител (3): 1979, 1990, 2019
  -  Финалист (1): 1977
- Купа на лигата:
  - 1/2 финалист (1): 2015
- Иконен: (2 ниво)
  -  Победител (1): 1978
- Каконен: (3 ниво)
  -  Победител (2): 2010, 2012

## Предишни имена
| Години      | Име                                 |
| ----------- | ----------------------------------- |
| 1931 – 1974 | „Илвес“ Ilves                       |
| 1974 – 1998 | „Илвес Тампере“ Ilves Tampere       |
| от 1998     | „ФК Илвес Тампере“ FC Ilves Tampere |

## Мачове в Европа
| Сезон               | Турнир                     | Кръг       | Клуб         | Първи мач | Втори мач | Общо  |
| ------------------- | -------------------------- | ---------- | ------------ | --------- | --------- | ----- |
| 1980 – 81 КНК       | Купа на носителите на купи | Първи кръг | Фейенорд     | 1 – 3     | 2 – 4     | 3 – 7 |
| 1984 – 85           | Шампионска лига на УЕФА    | Първи кръг | ФК Ювентус   | 0 – 4     | 1 – 2     | 1 – 6 |
| 1986 – 87           | Купа на УЕФА               | Първи кръг | ФК Рейнджърс | 0 – 4     | 2 – 0     | 2 – 4 |
| 1991 – 92           | Купа на носителите на купи | Първи кръг | ФК Гленавон  | 2 – 3     | 2 – 1     | 4 – 4 |
| 1991 – 92           | Купа на носителите на купи | Втори кръг | АС Рома      | 1 – 1     | 2 – 5     | 3 – 6 |
| Лига Европа 2018/19 | Лига Европа                | Първи кръг | Славия София | 0 – 1     | 1 – 2     | 1 – 3 |